# Henrique Holland, 3.º Duque de Exeter
Henrique Holland (Londres, 27 de junho de 1430 – setembro de 1475), 3.º duque de Exeter, conde de Huntingdon, foi um importante chefe da casa de Lencastre durante a guerra das Rosas.

## Biografia
Era o filho de João Holland (1395-1447), 2.º duque de Exeter, e de Ana Stafford. Em 1447 sucedeu ao pai. Como bisneto de João de Gante, poderia ter pretensões sobre o trono após a morte de Henrique VI. Mas ele era cruel, de temperamento selvagem e imprevisível, e dispunha de muito pouco apoio.
Foi durante algum tempo o guardião da Torre de Londres. Casou-se em 1447 com Ana de York, irmã do futuro Eduardo IV e filha de Ricardo de York e de Cecília Neville. Mas permaneceu inimigo da Casa de York e liderava no campo militar durante as vitórias dos Lencastre em Wakefield e St. Albans.
Foi também comandante na derrota de Towton. Aí, fugiu para a Escócia e depois juntou-se à rainha Margarida, exilada em França. Em 1461 foi-lhe retirado os títulos, que foram dados à sua esposa que se separou em 1464. Durante o breve restauro de Henrique VI no trono, ele pôde recuperar os título, bens e cargos.
Na batalha de Barnet ele liderava o flanco esquerdo do exército dos Lencastre. Foi gravemente ferido, mas sobreviveu. Foi preso e a sua esposa divorciou-se dele. Foi "voluntário" na expedição de Eduardo IV à França em 1475. No regresso, caiu do barco que o levava de volta para a Inglaterra e afogou-se. Alguns afirmam que poderá ter sido atirado ao mar por ordem do rei.
Teve uma filha, Ana Holland (c. 1455-1475), que casou com Tomás Grey, marquês de Dorset.